# Le Diable boiteux (roman)
Pour les articles homonymes, voir Le Diable boiteux.
Le Diable boiteux est un roman d'Alain-René Lesage, publié en 1707.
Le héros du Diable boiteux se fait transporter par le diable sur le toit de chaque maison, pour voir ce qui s’y passe et avoir l’occasion de conter une aventure sans liaison avec ce qui précède ni avec ce qui suit.

## Résumé
L'unité de temps du déroulement de l'action est une nuit d'octobre.
Un étudiant, nommé Cléofas Léandro Pérez Zambullo, s'échappe par une lucarne d'une maison où il avait un rendez-vous galant. Mais la dame de son cœur, Dona Thomasa, lui a tendu un piège pour le forcer à l'épouser. L'étudiant se cache dans le grenier de la demeure d'un magicien. Là, il entend des soupirs provenant d'un flacon qui contient un démon capturé par le magicien. Le démon veut que Cléofas le libère. L'étudiant brise la fiole, d'où sort un petit homme boiteux, avec des jambes de bouc. C'est Asmodée le démon. Enfin libéré, le démon entraîne Cléofas sur la tour la plus haute de Madrid, d'où il dévoilera à son ami les secrets de chaque foyer.
L'étudiant découvre tantôt, qu'une vieille coquette se fait courtiser par deux cavaliers séduits par ses charmes postiches ; tantôt qu'un vieil avare, qui compte son or, entend dans la pièce voisine de son logement, la discussion de ses futurs héritiers avec une sorcière pour savoir la date de son décès. Ailleurs, tandis qu'un jeune amant donne un concert musical à sa belle, celle-ci pleure, en l'écoutant, l'absence de son autre amant. C'est alors que, lors de cette épaisse et froide nuit d'octobre, les deux nouveaux amis parcourent les maisons du dessous de leurs toits et par le fait, apprennent tout des habitants de ces maisons. Sombrant totalement dans la luxure et la concupiscence, les personnages découverts aux yeux ébahis de l'étudiant s'avèrent diaboliques. Le démon ou diable boiteux montre à Cléofas trois belles jeunes filles qui vendent trop chèrement leurs faveurs à trois grands seigneurs. Asmodée dira ainsi à Cléofas que : « Tout payeur est traité comme un mari. C'est la règle que j'ai apprise, d'après les intrigues amoureuses chez l'humain ». Enfin, les deux curieux se sentent soudainement attirés par le bruit et l'éclat d'une noce. Asmodée va donc raconter à son acolyte, l'histoire de l'origine de ces noces.
Si Asmodée invite l'étudiant dans ces contrées perfides et maléfiques, cela lui permet de lui offrir ses services pour le remercier de l'avoir délivré de la fiole en la brisant et en rompant, par le fait, le sortilège du magicien.

## Critique
Cet ouvrage était aussi une imitation de l’espagnol el Diablo cojuelo de Luis Vélez de Guevara, mais une imitation libre, appropriée aux mœurs françaises et fécondée par l’observation originale et personnelle de l’esprit humain. Lesage n’a guère emprunté à Guevara que l’idée et le cadre du principal personnage, le diable ; il a fait une création toute nouvelle en lui donnant, suivant la remarque de Villemain, « une nature fine et déliée, malicieuse plutôt que méchante ».
Dans cette œuvre où le merveilleux n’est là que pour la forme, toute une diversité d’aventures et de portraits défilent rapidement devant le lecteur, en soumettant à une critique railleuse et pleine de finesse une foule de types, tous frappants de naturel et de vérité.
C’est avec le Diable boiteux que Lesage s’annonce comme romancier de premier ordre. Le succès du roman, qui fut considérable, acheva enfin de distinguer le nom de Lesage de la foule des écrivains. Cette dernière œuvre donna cours à plusieurs anecdotes. Deux seigneurs se disputèrent le dernier exemplaire de la seconde édition en mettant l’épée à la main dans la boutique de Marie Cochart, veuve du libraire Claude Barbin.     
Boileau s’indignait d’une telle vogue et menaçait, dit-on, de chasser son laquais pour avoir introduit chez lui le Diable boiteux, tandis qu’au théâtre, les portiers étouffés pouvaient attester la gloire de l’auteur.

## Adaptations
L’histoire a connu de nombreuses adaptations, sous la forme de pièces de théâtre, de ballets ou de films.